# GLAY EXPO 2014 TOHOKU 20th Anniversary
『GLAY EXPO 2014 TOHOKU 20th Anniversary』（グレイ・エキスポ・2014・トウホク・トゥウェンティス・アニバーサリー）は、GLAYが2015年2月14日にリリースしたライブDVDおよびBlu-ray。

## 概要
4回目のGLAY EXPOおよび『GLAY STADIUM LIVE 2012 THE SUITE ROOM in OSAKA NAGAI STADIUM Supported by glico』にて発表された「GLAY 7 BIG SURPRISES」の第6弾として、2014年9月20日に宮城県・ひとめぼれスタジアム宮城にて開催された「GLAY EXPO 2014 TOHOKU 20th Anniversary」の模様を収録。
発売形態は、20,000セット限定Premium Box（Blu-ray3枚組+CD3枚組）、Special Box（Blu-ray2枚組・DVD3枚組）、Standard Edition（Blu-ray1枚・DVD2枚組）。
2万セット限定のPremium Boxは、Blu-rayに「GLAY EXPO 2014 TOHOKU」の本編映像に加え、ドキュメンタリー映像「GLAY EXPO TOHOKU Documentary」、「JIRO vs HISASHI」のメイキング映像、同年5月25日に山形県山形市霞城公園内市営野球場で行われた「六魂Fes!×GLAY Special Live」、同年8月19日に宮城県名取市文化会館で行われた東北ホールツアー「GLAY LIVE TOUR 2014 TOHOKU＜天使の悪戯宮城＞」宮城公演のライブ映像などが収録され、CDには「GLAY EXPO 2014 TOHOKU」のライブ音源や「GLAY EXPO COMIC 本読みCD 総集編」を収録。また、108ページにおよぶ「GLAY EXPO 2014　メモリアル写真集」や、過去4回の「GLAY EXPO」のパンフレットに掲載されたマンガ家による「GLAY EXPO COMIC」をまとめた完全版、スタッフによって実際に使われていた「GLAY EXPO 2014 スタッフパス・レプリカ」が付属する。
Special Boxは、特典映像としてPremium Boxにも収録されるドキュメンタリーを収録され、こちらの仕様にも写真集が同梱。Standard Editionにはライブ映像本編に加え、特典映像として「GLAY EXPO TOHOKU Documentary」のダイジェストが収録される。
また、G-DIRECT購入特典として、「TAKURO MOBILE MEETING 公開録音&ライブ DVD」（2014年9月21日開催）および「スタッフパス・レプリカ」に購入者の名前をプリント、HMV購入特典として、HMV・Loppiオリジナル特典「GLAY EXPO 2014 TOHOKU 20th Anniversary」オリジナル卓上カレンダーが付いてくる。
オリコンチャートでは、週間 Blu-ray総合ランキングに初週2.1万枚を売り上げ、初登場2位となり、自己最高のBD週間売上枚数、順位を記録した。

## 収録曲

### Disc 1
※本編・Motion Lyricsは、Premium Box、Special Box、Standard Editionいずれも同内容。
1. BLEEZE
2. GLOBAL COMMUNICATION
3. グロリアス
4. 誘惑
5. ピーク果てしなく ソウル限りなく
6. サバイバル
7. 口唇
8. MISERY
9. HIGHCOMMUNICATIONS
10. I'm in Love
11. 疾走れ！ミライ
2015年2月11日、ライブ映像がiTunes、レコチョクにて先行配信された[4]。
12. BLACK MONEY
  - 作詞：HISASHI & JIRO / 作曲：JIRO

JIRO、HISASHIのツインボーカル。本作のライブ音源CDで初CD化となった。
13. FAME IS DEAD
14. 彼女の“Modern…”
15. VERB
16. BEAUTIFUL DREAMER
17. BE WITH YOU
18. SAY YOUR DREAM
19. Bible
20. 生きてく強さ
21. 君にあえたら
22. HOWEVER
23. BELOVED

- 「GLAY EXPO TOHOKU Documentary」ダイジェスト
Standard Editionのみ

- Motion Lyrics

1. GLOBAL COMMUNICATION
2. BEAUTIFUL DREAMER

### Disc 2
※Premium Box、Special Boxに収録
- GLAY EXPO TOHOKU Documentary
- EXPO館紹介映像
- 「JIRO vs HISASHI」MAKING MOVIE

※Premium Boxのみ
- ラジオ公開録音＆ミニライブ（TERU & TAKURO / 2014.8.23 岩手県釜石市）
- 「さくらびと」MUSIC VIDEO
- GLAY EXPO「本読み」CD MAKING

### Disc 3
※Premium Boxのみ
- GLAY LIVE TOUR 2014 TOHOKU ＜天使の悪戯宮城＞（2014.8.29 宮城県名取市文化会館）
Opening

1. 黒く塗れ！
2. 誘惑
3. VERB
4. HIGHCOMMUNICATIONS
5. everKrack
6. Yes, Summerdays
7. HOWEVER
8. 外灘SAPPHIRE
9. YOU
10. SAY YOUR DREAM
11. 疾走れ!ミライ
12. 生きてく強さ
13. 彼女の“Modern…”
14. SHUTTER SPEEDSのテーマ
15. ACID HEAD
16. BLEEZE
17. SOUL LOVE
18. ピーク果てしなく ソウル限りなく
19. Bible
20. BELOVED
21. グロリアス

- 六魂Fes!×GLAY Special Live（2014.5.25 山形県山形市霞城公園内市営野球場）
 Opening

1. BEAUTIFUL DREAMER
2. AMERICAN INNOVATION
3. SOUL LOVE
4. 春を愛する人
5. HOWEVER
6. everKrack
7. CRAZY DANCE
8. 彼女の“Modern…”
9. BLEEZE
10. 生きてく強さ

### Disc 4
※Premium Boxのみ
- GLAY EXPO 2014 TOHOKU 20th ANNIVERSARY LIVE CD DISC 1
「BLEEZE」から「BLACK MONEY」までを収録。

### Disc 5
※Premium Boxのみ
- GLAY EXPO 2014 TOHOKU 20th ANNIVERSARY LIVE CD DISC 2

「FAME IS DEAD」から「BELOVED」までを収録。

### Disc 6
※Premium Boxのみ
- GLAY EXPO COMIC 本読みCD 総集編
GLAY自らがコミックにアテレコした、過去のGLAY EXPO本読みCDを全て収録（99年・01年・04年・14年）。